# Kelly LeBrock
Kelly LeBrock (Nueva York, 24 de marzo de 1960) es una actriz y modelo estadounidense. Conocida por ser modelo de portada y por sus roles en las películas The Woman in Red  (1984) y Weird Science (1985). Como actriz, gozó de gran popularidad en los años 1980 por sus papeles de bella protagonista en ambas comedias.

## Biografía
Nació en Nueva York y creció en Londres. A la edad de dieciséis años inició su carrera como modelo, y apareció en numerosas portadas de revistas. Llegó a ser una de las modelos más solicitadas de la agencia Eileen Ford. 
Se casó con el productor y restaurador Victor Drai en 1984. El mismo año hizo su primera película, producida por su marido, The Woman in Red (1984), y al año siguiente actuó en Weird Science (1985). Recibió el mismo año el premio ShoWest Convention -premio de una cadena de distribución y exhibición- como Mejor actriz promesa. Se divorció de Víctor Drai en 1986.
En 1987 se casó con Steven Seagal, experto en artes marciales y actor -a quien conoció cuando él fue su guardaespaldas-, con quien tuvo tres hijos: Annaliza (n. 1987), Dominick (n. 1990) y Arissa (n. 1993).
Durante los años posteriores estuvo parcialmente retirada debido a la crianza de sus hijos, aunque participó en varias películas, en papeles secundarios.
En la década de los noventa protagonizó seis películas, entre ellos la de acción Hard to Kill (1990), junto a su marido Steven Seagal. Se divorció de Seagal en 1996.
En los años 2000 actuó algunos papeles secundarios y el papel principal en la película The Mirror (2007). Participó también en nueve capítulos en la serie telerrealidad de la TV británica Hell's Kitchen.

## Filmografía
- The Woman in Red (1984) como Charlotte
- Weird Science (1985) como Lisa
- Hard to Kill (1990) como Andrea Stewart
- Betrayal of the Dove (1993) como Una
- David Copperfield (1993) (TV) (voz) como Clara
- Tracks of a Killer (1995) como Claire Hawkner
- Hard Bounty (1995) como Donnie
- Wrongfully Accused (1998) como Lauren Goodhue
- The Sorcerer's Apprentice (2002) como Morgana
- Zerophilia (2005) como Mujer en RV
- Gamers (2006) como la madre de Angela
- The Mirror (2007) como Mary Theophilus
- Prep School (2009) (pre-production) como Miss Waters[1]